# Рейк-Стрит
Рейк-Стрит (англ. Rakestreet; ирл. Sráid na Réicí, «грабли-улица») — деревня в Ирландии, находится в графстве Мейо (провинция Коннахт) в трёх километрах от деревни Кроссмолина. В деревне есть пара магазинов и паб.